# Louise Ritter
Louise Ritter (Dorothy Louise Ritter; * 18. Februar 1958 in Dallas, Texas) ist eine ehemalige US-amerikanische Hochspringerin.
Louise Ritter war von 1979 bis 1989 eine der besten Hochspringerinnen. Sie war für die Olympischen Spiele 1980 in Moskau nominiert, konnte aber aufgrund des Olympiaboykotts nicht teilnehmen.
Bei den ersten Weltmeisterschaften 1983 in Helsinki wurde Ritter mit übersprungenen 1,95 Meter Dritte hinter Tamara Bykowa aus der Sowjetunion und der deutschen Ulrike Meyfarth.
Bei den Olympischen Spielen 1984 in Los Angeles belegte sie nur den achten Platz mit 1,91 Meter. Bei den Weltmeisterschaften 1987 in Rom gewann die Bulgarin Stefka Kostadinowa mit dem auch 2022 noch bestehenden Weltrekord von 2,09 Meter. Louise Ritter wurde mit 1,93 Meter Achte.
Die Bulgarin war auch die klare Favoritin für die Olympischen Spiele 1988 in Seoul. Ritter hatte im Juli 1988 mit 2,03 einen neuen US-Rekord aufgestellt und galt als Medaillenkandidatin. Im Finale am 30. September sprangen Kostadinowa und Ritter bis 2,01 Meter ohne Fehlversuch und standen damit als Erste und Zweite fest. Beide scheiterten dreimal an der Höhe von 2,03 und nun musste ein Stechen über den Olympiasieg entscheiden. Zuerst scheiterte Kostadinowa auch im vierten Versuch an 2,03 Meter, dann sprang Louise Ritter und überquerte die Latte. Louise Ritter war mit Einstellung ihres US-Rekords Olympiasiegerin geworden.
1989 trat Louise Ritter vom Leistungssport zurück. Sie arbeitet heute als Trainerin. Ihr Landesrekord wurde erst am 30. Mai 2010 von Chaunté Lowe mit 2,04 Meter in Cottbus überboten.
Louise Ritter ist 1,78 m groß und wog zu Wettkampfzeiten 60 kg.